# Karol Skowroński
Karol Skowroński (ur. 4 listopada 1801 w Gąsiorach koło Łukowa, zm. 1863 w Pułtusku) – polski prawnik i nauczyciel, wieloletni profesor języka polskiego w szkole powiatowej w Pułtusku, upamiętniony na kartach Wspomnień niebieskiego mundurka Wiktora Gomulickiego.
Pochodził z rodziny szlacheckiej, był synem dziedzica wsi Gąsiory Piotra Pawła oraz Franciszki z Domanowskich. Egzamin dojrzałości złożył w szkole wojewódzkiej w Łukowie w lipcu 1822 i od września tegoż roku był kolaboratorem (pomocnikiem nauczyciela) w szkole wojewódzkiej w Kaliszu. W sierpniu 1823 przeszedł do szkoły wojewódzkiej w Kielcach. W 1824 otrzymał skierowanie na studia na Wydziale Filozoficznym Uniwersytetu Warszawskiego; na koszt rządu podnosił swoje kwalifikacje nauczycielskie, także jako słuchacz niedawno utworzonego Instytutu Pedagogicznego, dzięki czemu znalazł się w grupie pedagogów uprzywilejowanych pierwszeństwem zatrudnienia w szkolnictwie państwowym. Jednocześnie odbył trzyletnie studia na Wydziale Prawa i Administracji Uniwersytetu Warszawskiego. Dyplom magistra filozofii uzyskał 11 lipca 1827.
Od września 1827 był nauczycielem matematyki i fizyki w szkole obwodowej w Opolu Lubelskim, od września 1830 z patentem profesora; ogłosił wówczas pracę Wykład syntetyczny linii epicykloidalnych (Opole 1830). W lutym 1832 mianowany został profesorem szkoły wojewódzkiej w Lublinie. Prowadził tam także zajęcia z prawa. Mimo dobrych ocen ze strony władz szkolnych w 1836 stracił posadę w trybie dyscyplinarnym, po konflikcie z dyrektorem gimnazjum lubelskiego Kazimierzem Nahajewiczem. Przez pewien czas ubiegał się o posadę w gimnazjum w Szczebrzeszynie, ale starania te blokowały władze szkolne w Warszawie; dopiero w styczniu 1837 mógł podjąć pracę w Szczebrzeszynie w charakterze nauczyciela matematyki. W 1838 występował z podaniami o przeniesienie do pracy w szkolnictwie warszawskim lub – z racji wykształcenia – o posadę w sądownictwie, ostatecznie jednak przeniósł się w tymże roku do Pułtuska. Do końca życia pracował jako nauczyciel literatury i języka polskiego w Szkole Powiatowej Ogólnej (progimnazjum) w Pułtusku. Był także patronem przy Trybunale Cywilnym w Płocku i przy sądzie pokoju w Pułtusku. Od grudnia 1852 nosił tytuł radcy dworu.
Wśród pułtuskich uczniów Skowrońskiego byli m.in. folklorysta zakopiański Bronisław Dembowski oraz pisarz Wiktor Gomulicki. Ten ostatni upamiętnił postać nauczyciela na kartach swoich Wspomnień niebieskiego mundurka (1906), wspominając go w rozdziale siódmym Nauczyciel starej daty jako miłośnika poezji Jana Kochanowskiego oraz twórców epoki stanisławowskiej – Ignacego Krasickiego, Franciszka Karpińskiego, Adama Naruszewicza, Kajetana Koźmiana i innych. Niezależnie od ciepłych wspomnień o Skowrońskim, któremu Gomulicki zawdzięczał młodzieńcze fascynacje literackie wspomnianymi poetami, pisarz pisał o nim jako o człowieku niedostępnym, który w odróżnieniu od innych pedagogów "występuje zawsze w roli półboga". Skądinąd Skowroński był w tym czasie jedynym nauczycielem pułtuskiego progimnazjum, legitymującym się uniwersyteckim dyplomem magistra filozofii. 
Był żonaty ze szlachcianką Bogumiłą z Plewczyńskich, miał sześcioro dzieci: synów Józefa, Aleksandra, Antoniego i Stanisława oraz córki Zofię i Florentynę.